# Chestnut Hill (Massachusetts)
Chestnut Hill é uma vila localizada a 9.7 km (6 mi) oeste do centro de Boston, Massachusetts, Estados Unidos. Como todas as aldeias de Massachusetts, Chestnut Hill não é uma entidade municipal incorporada. Ele está localizado parcialmente em Brookline, no condado de Norfolk ; parcialmente na cidade de Boston, no condado de Suffolk, e parcialmente na cidade de Newton, no condado de Middlesex. As bordas de Chestnut Hill são definidas pelo CEP 02467. O nome se refere a várias pequenas colinas com vista para o reservatório de Chestnut Hill de 135 acres (55 ha), em vez de uma colina em particular. Chestnut Hill é mais conhecida como a sede do Boston College e como parte da rota da Maratona de Boston.

## História
A fronteira entre Newton e Brighton era originalmente mais ou menos reta noroeste-sudeste, seguindo a fronteira de hoje na extremidade leste do Newton Commonwealth Golf Course e a fronteira oeste dos pátios ferroviários MBTA, seguindo o que hoje é St. Thomas More Road and Chestnut Hill Driveway através de terras pantanosas que hoje é a borda oeste do reservatório de Chestnut Hill e, em seguida, retornando ao limite da cidade de hoje que segue essencialmente com a porção da Beacon St. que forma o limite oeste do reservatório, e continua a sudeste até o ponto triplo de hoje entre Boston, Brookline e Newton perto do cruzamento das estradas Reservoir Road e Middlesex Road, Brookline.

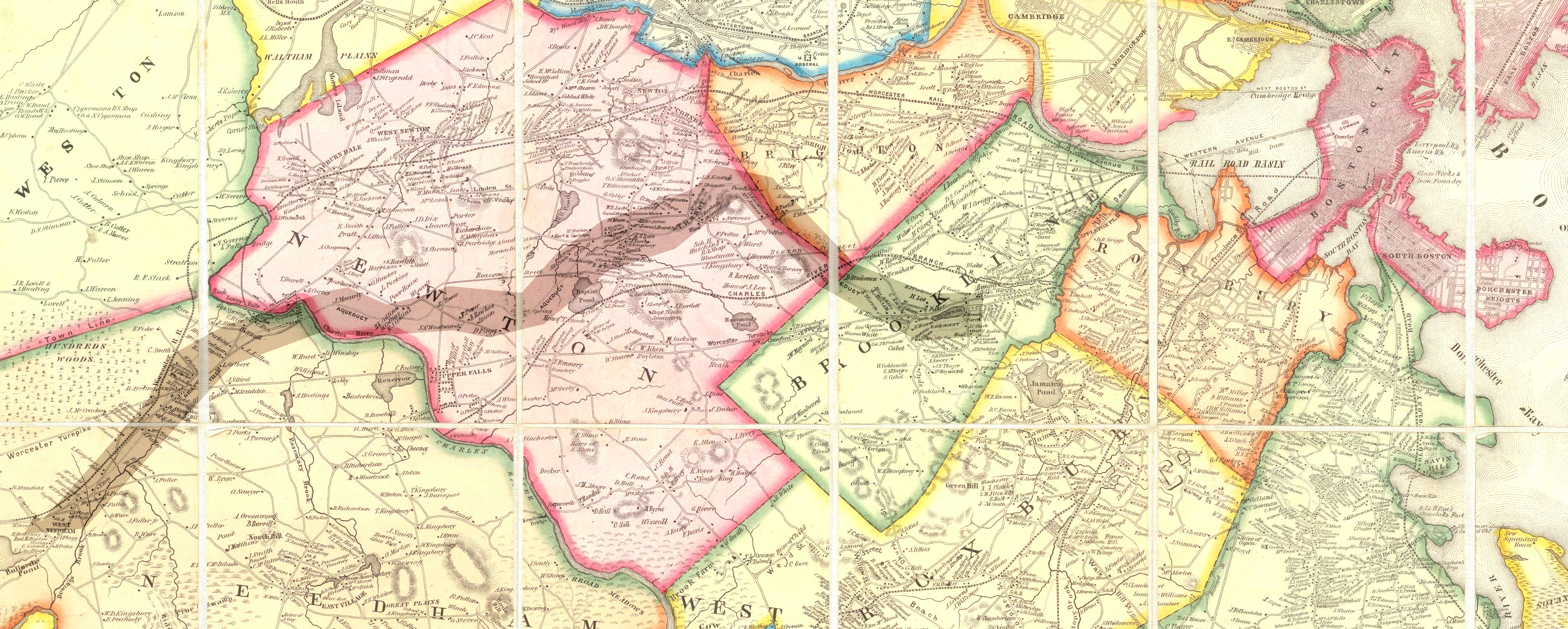

Por volta de 1870, as terras da fazenda Lawrence que hoje são delimitadas pela Commonwealth Avenue, a encosta que divide o campus superior do Boston College do inferior, Beacon St., Chestnut Hill Driveway e St. Thomas More Rd. foi cedido de Newton para Boston, para que Boston pudesse construir o reservatório de Chestnut Hill. O que é hoje o campus e estádio inferior do Boston College foi escavado para se tornar a Bacia Lawrence do Reservatório, emparelhada com a Bacia Bradlee sobrevivente, para receber água do Aqueduto de Sudbury. Beacon St. foi redirecionada em torno das bordas sul e oeste da Bacia Bradlee. As duas metades do reservatório foram separadas para preservar o Aqueduto Cochituate, que corria sob uma passagem que separava as duas metades do reservatório, agora aproximadamente St. Thomas More Road. e Chestnut Hill Driveway, e um pequeno trecho da Beacon St.
Enquanto a maior parte de Chestnut Hill permaneceu como terra de cultivo até o início do século XX, a área ao redor do reservatório foi desenvolvida, em 1870, pelo arquiteto paisagista Frederick Law Olmsted, projetista do Central Park em Nova Iorque e do Emerald Necklace em Boston e Brookline.
Devido à importância de sua paisagem e arquitetura, o Registo Nacional de Locais Históricos, em 1986, designou partes de Chestnut Hill como bairros históricos. Exemplos de estilos arquitetônicos colonial, italianizado, de cascalho, Tudor Revival e vitoriano são evidentes nas propriedades rurais e mansões da vila. O próprio campus do Boston College é um dos primeiros exemplos de arquitetura gótica colegiada.

## Parkland
A reserva de Hammond Pond, uma extensa reserva florestal e pântanos protegidos, passa por Chestnut Hill e Newton.
O Parque e Área de Conservação Kennard é uma floresta pós-agrícola cultivada em terras do século XIX. As florestas mistas e de coníferas revelam paredes de pedra coloniais, um pântano de bordo vermelho com árvores centenárias e um sensível pântano de samambaias.
O Heartbreak Hill Park, em torno do reservatório de Waban Hill, foi inaugurado em 2015, e uma grande reforma foi concluída em 2020.

## Transporte
Chestnut Hill é servida por três ramais da Linha Verde do MBTA, o sistema ferroviário leve de Boston. As estações incluem:
- Estação B : Chestnut Hill Avenue, South Street, Boston College
- Estação C : Cleveland Circle
- Estação D : Reservatório, Chestnut Hill

A área também é servida por vários ônibus MBTA.

## Bairros históricos registados
- Distrito histórico do campus principal do Boston College - 140 Commonwealth Ave. (em Newton)
- Distrito histórico de Chestnut Hill - aproximadamente limitado por Middlesex Rd., Reservoir Ln., Denny Rd., Boylston St. e Dunster Rd. (adicionado em 17 de novembro de 1985) (principalmente em Brookline, mas inclui algumas propriedades que chegam a Newton)
- Distrito histórico do reservatório de Chestnut Hill - dentro dos limites da cidade de Boston
- Old Chestnut Hill Historic District - ao longo de Hammond St. e Chestnut Hill Road. limitado por Beacon St. e Essex Rd. e Suffolk Road. (adicionado em 4 de outubro de 1986), dentro dos limites da cidade de Newton

## Educação
A vila é servida pelas Escolas Públicas de Brookline, Escolas Públicas de Newton e Escolas Públicas de Boston, dependendo da cidade ou município em que uma determinada casa está localizada. Há também várias escolas particulares, incluindo Mount Alvernia Academy (católica, K – 6), Brimmer and May School (não confessional, K – 12) e The Chestnut Hill School.
Chestnut Hill é a sede do Boston College e do Pine Manor College.

## Pessoas notáveis
- Tom Brady, ex-lançador do New England Patriots
- Michael Dukakis, ex-governador de Massachusetts e candidato democrata à presidência em 1988
- Mary Baker Eddy, fundadora da Primeira Igreja de Cristo, Cientista e do jornal The Christian Science Monitor, 1908–1910
- Theo Epstein, atual gerente geral do Chicago Cubs, ex-gerente geral do Boston Red Sox
- Reginald Fessenden, conhecido como o pai da transmissão de rádio, a Reginald A. Fessenden House em Chestnut Hill (Newton) é um marco nacional dos Estados Unidos, bem como um lugar histórico dos Estados Unidos.
- Paul Fireman comprou os direitos de distribuição da American para a Reebok, presidente da Fireman Capital Partners, Inc.
- Terry Francona, ex-gerente do Boston Red Sox, atual gerente do Cleveland Indians
- John W. Henry, principal proprietário do Boston Red Sox e Liverpool FC
- Jarome Iginla, ex-jogador da NHL
- Seth Klarman, fundador e CEO do Grupo Baupost[4]
- Robert Kraft, proprietário do New England Patriots
- Alice Hathaway Lee Roosevelt, a primeira esposa de Theodore Roosevelt e mãe de Alice Roosevelt Longworth
- Leverett Saltonstall, governador de Massachusetts (1939–1945) e senador dos Estados Unidos (1945–1967)
- Thomas G. Stemberg, fundador da Staples Inc.
- Alan Trefler, fundador e CEO da Pegasystems
- John A. Wilson, escultor